# 18360 Sachs
18360 Sachs è un asteroide della fascia principale. Scoperto nel 1990, presenta un'orbita caratterizzata da un semiasse maggiore pari a 2,7361828 UA e da un'eccentricità di 0,1878041, inclinata di 8,29424° rispetto all'eclittica.
È dedicato a Hans Sachs, poeta tedesco del XVI secolo.